# Всеобщие выборы в Луганской Народной Республике (2014)
Всеобщие выборы в непризнанной Луганской Народной Республике прошли 2 ноября 2014 года.
Одновременно прошли аналогичные выборы в ДНР. В целом, при большем числе кандидатов и общественных организаций (партий), агитационная активность на территории ЛНР была ниже чем на территории ДНР.
Главой Центризбиркома ЛНР в октябре стал Сергей Козьяков. Для координации выборов был создан сайт Центризбиркома ЛНР, который подвергался кибератакам.
В 20.00 в ЛНР из 95 закрылись первые 32 участка, в 22.00 — ещё 15, в 23.00 — самые загружённые 48 участков. В выборах приняли участие свыше 705 тысяч жителей ЛНР, как на территории ЛНР, так и на территории РФ. Таким образом, окончательная явка составила 68,71 %, учитывая то что всего было напечатано чуть более 1 017 000 бумажных бюллетеней.

## Предыстория
Согласно п.9 официального текста протокола, подписанного в Минске, досрочные местные выборы на неподконтрольных Украине районах Донбасса должны пройти "в соответствии с законом Украины «О временном порядке местного самоуправления в отдельных районах Донецкой и Луганской областей». Этот закон был принят Верховной Радой Украины, назначившей местные выборы Донбасса на 7 декабря.
Однако руководство непризнанных ДНР и ЛНР ещё 23 сентября заявили о планах провести голосование 2 ноября, сообщив о намерении не допускать украинские институты к организации и проведению выборов. 30 октября в качестве причины этого представители самопровозглашённых республик указывали на несоблюдение Украиной сразу 15 условий Минского протокола.
В свою очередь источник газеты «Коммерсантъ» в госструктурах РФ заявлял о наличии в неопубликованном приложении Минского протокола «интервала, в который должны пройти местные выборы в Донбассе. 2 ноября в этот интервал попадает, а 7 декабря — уже нет». На наличие подобных непубличных договоренностей намекал и президент РФ Владимир Путин. Заместитель главы администрации президента Украины Валерий Чалый указывал на отсутствие в минских договоренностях каких-либо пунктов, кроме п.9, позволяющих провести выборы представителям ДНР и ЛНР.

## Подготовка к голосованию
Точное число избирателей в ЛНР составлено на основе списков 2012 года, поскольку ЦИК Украины заблокировал обновлённую базу данных. До начала военных действий по данным ЦИК Украины на территории Луганской области были зарегистрированы 1,76 млн избирателей, при этом на организованных сепаратистами референдуме о самоопределении 11 мая, по данным властей самопровозглашённых республик, голосовали 1,36 млн. По данным лидера конфедерации двух республик Олега Царёва, только из Донецка уехала половина жителей, по официальной статистике миграционных служб России и Украины, зону конфликта в Донецкой и Луганской областях покинуло. В итоге ЦИК ЛНР отпечатал около 1 млн избирательных бюллетеней.
Исходя из данных ЦИК Украины, в Луганской области было 1054 избирательных участков. Представитель ЦИК ЛНР заявлял о том, что на подконтрольной правительству Игоря Плотницкого территории будет только 95 участков. В итоге жители ЛНР смогли проголосовать на 102 избирательных участках, хотя на майском референдуме работала 1471 участковая избирательная комиссия.
В ЛНР было организовано досрочное голосование: в отдаленные населенные пункты выезжали так называемые «мобильные территориальные избирательные комиссии». В день голосования по словам Олега Царёва «будет организован подвоз избирателей, не имеющих поблизости от места проживания участков для голосования».
Из международных наблюдателей на выборах в ДНР и ЛНР прибыло несколько депутатов российской Госдумы, однако среди них не было представителей правящей партии — «Единой России». В ЛНР в качестве наблюдателя прибыл евродепутат, представитель компартии Греции Сотириос Заряинопулос Также были Директор Международного фонда «Руська премия» Александр Гегальчий (Чехия), Сенатор чешского парламента Ярослав Доуброва, Главный редактор немецкого ежемесячного журнала Zuerst Мануэль Оксенрайтер, сопредседатель Общесербского народного фронта Владимир Кршлянин.

## Голосование
По словам председателя ЦИК Сергея Козьякова, аншлаг на избирательных участках был связан с обещанием властей раздать на выборах «социальные карты ЛНР». Владелец карты сможет пользоваться бесплатной медпомощью, 50-процентную льготу при оплате за проезд в трамваях и троллейбусах, получать 5-процентную скидку в сети супермаркетов "Народный " (национализированные властями ЛНР магазины украинской сети «АТБ»); в ноябре пенсии будут выдавать только владельцам данной карты. Также причиной очередей он посчитал укрупнение самих участков из-за разрушения многих зданий.

## Кандидаты

### Bыборы в парламент
В выборах в Народный Совет Луганской Народной Республики были официально зарегистрированы три общественные партии: «Мир Луганщине», «Луганский экономический союз» и «Народный союз». Народный совет ЛНР 2 созыва состоит из 50 депутатов, его полномочия продлятся четыре года. Проходной барьер составляет 5 % голосов.

### Выборы главы Луганской республики
За пост главы боролись четыре кандидата: действующий глава республики Игорь Плотницкий, руководитель Федерации профсоюзов ЛНР Олег Акимов, министр здравоохранения ЛНР Лариса Айрапетян, а также самовыдвиженец предприниматель Виктор Пеннер.

## Международная реакция
До выборов глава российского МИД Сергей Лавров заявлял, что признает эти выборы и их результаты, ибо это «одно из важнейших направлений Минских договоренностей». Россия до сих пор не признала выборы, отметив лишь, что уважает волеизъявление жителей Юго-Востока.
Представитель Евросоюза в России Вигаудас Ушацкас предупредил, что если Москва признает результаты выборов в самопровозглашенных республиках Донбасса, то это может стать причиной для «новых негативных мер».
Украина считает выборы 2 ноября в самопровозглашённых ЛНР и ДНР незаконными, поскольку Верховная Рада приняла закон, по которому выборы в местные органы власти отдельных районов Донецкой и Луганской областей должны состояться 7 декабря. Президент Украины Пётр Порошенко заявлял, что выборы в ДНР и ЛНР грубо нарушают минские договоренности и происходящее там является фарсом под дулами танков и автоматов. 3 ноября президент в своём обращении сообщил о том, что на следующий день СНБО рассмотрит вопрос отмены закона об особенностях местного самоуправления в Луганской и Донецкой областях, «торпедированного» прошедшим голосованием в ДНР и ЛНР.
Служба безопасности Украины заявила, что иностранцы, прибывшие на подконтрольные вооружённым формированиям ДНР и ЛНР территории для наблюдения за выборами будут объявлены персонами нон грата на Украине. Их деятельность ведомство трактует как преступную поддержку боевиков-террористов.
Президент Франции Франсуа Олланд и государственный секретарь США Джон Керри заявили, что рассматривают проведение выборов в самопровозглашенных Донецкой народной республике и Луганской народной республике как нарушение минских договоренностей. Канцлер Германии Ангела Меркель в разговоре с президентом России Владимиром Путиным заявила, что европейские лидеры сочтут незаконными результаты выборов, запланированных на 2 ноября на востоке Украины.
Действующий председатель ОБСЕ Дидье Буркхальтер заявил, что выборы в ДНР и ЛНР идут вразрез с содержанием Минских договоренностей по урегулированию ситуации на Украине.
Верховный представитель ЕС по внешней политике Федерика Могерини заявила, что «голосование стало новым препятствием на пути к миру». ЕС не будет признавать выборы лидеров самопровозглашённых Донецкой Народной Республики и Луганской Народной Республики, являющихся «незаконными и нелегитимными».
Официальный представитель Совета национальной безопасности (СНБ) при Белом доме Бернадетт Михан указала, что США сожалеют по поводу намерения властей ДНР и ЛНР провести «так называемые местные „выборы“» в воскресенье и не намерены признать их итоги. По её словам, единственные легитимные выборы в восточной Украине пройдут 7 декабря.
О своём осуждении запланированного голосования заявил также и Генсек ООН, так как эти выборы «серьёзно нарушают Минский протокол и меморандум, которые срочно необходимо полностью выполнить».

## Результаты

### Выборы главы
- Министр обороны ЛНР Игорь Плотницкий — 77,04 % (589 тыс. 95 голосов)[18]
- руководитель Федерации профсоюзов Олег Акимов — 10,12 %
- предприниматель Виктор Пеннер — 8,08 %
- министр здравоохранения республики Лариса Айрапетян — 6,28 %

### Выборы в Народный Совет
- «Мир Луганщине» — 69,42 % — 35 мест
- «Луганский экономический союз» — 22,23 % — 15 мест
- «Народный союз» — 3,85 %[31][32]

## Явка избирателей
- 30,27 % на 14:00 МСК (307 910)[33]
- 48,86 % на 19:00 МСК (507 277)[34]
- 61,74 % на 20:00 МСК (628 138)
- 67,71 % на 23:00 МСК (705 000)